# Ocean Racing Multihull Association
L'Ocean Racing Multihull Association (ORMA) est une structure créée en 1996 sous l'égide de l'International Sailing Federation (ISAF) et de la Fédération française de voile (FFV), régissant les compétitions nautiques entre voiliers multicoques de 60 pieds.
En français, on peut traduire le sigle par Association des multicoques de course océanique.

## Historique
L'ORMA gère un championnat du monde annuel pour ce type de voilier : jusqu'en 2005, ce championnat s'appuyait sur des courses au large en équipage Transat Québec Saint Malo, en double Transat Jacques Vabre, ou en solitaire Transat anglaise ou Route du Rhum selon les années, ces courses étant dotées d'un fort coefficient, et sur des épreuves type Grands Prix qui comprenaient des parcours côtiers et des régates entre 3 bouées type « banane », épreuves dotées d'un coefficient plus faible. En 2006, le championnat Multicup 60' soutenu par un nouveau sponsor Coffee Ambassador, ne s'appuie que sur des épreuves types Grands Prix, la Route du Rhum étant courue en dehors du championnat.
En 2007, faute de sponsor, le championnat est réduit à son strict minimum avec des épreuves courues exclusivement autour de la pointe bretonne, à l'exception de l'événement phare de la saison : la Transat Jacques Vabre.
L'ORMA a pris un nouveau cap en 2007, en effet il a été décidé un changement de jauge pour 2009, les nouveaux bateaux seront des trimarans monotypes de 70' dessinés par VPLP Yacht Design (Marc Van Peteghem / Vincent Lauriot-Prévost).

## Vainqueurs des Championnats ORMA
- 2007 : Franck Cammas sur Groupama 2
- 2006 : Franck Cammas sur Groupama 2
- 2005 : Pascal Bidégorry sur Banque Populaire IV
- 2004 : Franck Cammas sur Groupama 2
- 2003 : Franck Cammas sur Groupama
- 2002 : Loïck Peyron sur Fujifilm
- 2001 : Franck Cammas sur Groupama
- 2000 : Franck Cammas sur Groupama
- 1999 : Loïck Peyron sur Fujicolor II
- 1998 : Laurent Bourgnon sur Primagaz
- 1997 : Loïck Peyron sur Fujicolor II
- 1996 : Loïck Peyron sur Fujicolor II